# 2011년 나가노현 북부 지진
2011년 나가노현 북부 지진(일본어: 長野県北部地震)은 2011년 3월 12일 오전 3시 59분경 일본 나가노현 북부와 니가타현 주에쓰 지방 사이 나가노현 시모미노치군 사카에촌과 니가타현 나카우오누마군 쓰난정 경계 지역에서 일어난 지진이다. 역단층형 대륙 지각 내 지진으로 지진의 규모는 6.7, 최대진도 6강을 기록하였다. 지진 직후 2시간 내에 규모 M5 이상의 여진이 2차례 일어났다.
니가타·나가노현 경계 지진(일본어: 新潟・長野県境地震)이나 신에쓰 지진(일본어: 信越地震)이라고도 불린다. 가장 큰 피해를 입은 나가노현 시모미노치군 사카에촌에선 사카에 대지진(일본어: 栄大地震)이나 사카에촌 대진재(일본어: 栄村大震災)라고 부른다. 큰 피해를 입힌 자연 현상은 일본 기상청이 직접 명칭을 붙이나 이번 지진은 기준을 충족하지 못해 일본 기상청이 이름붙인 명칭은 없다.

## 각지의 진도

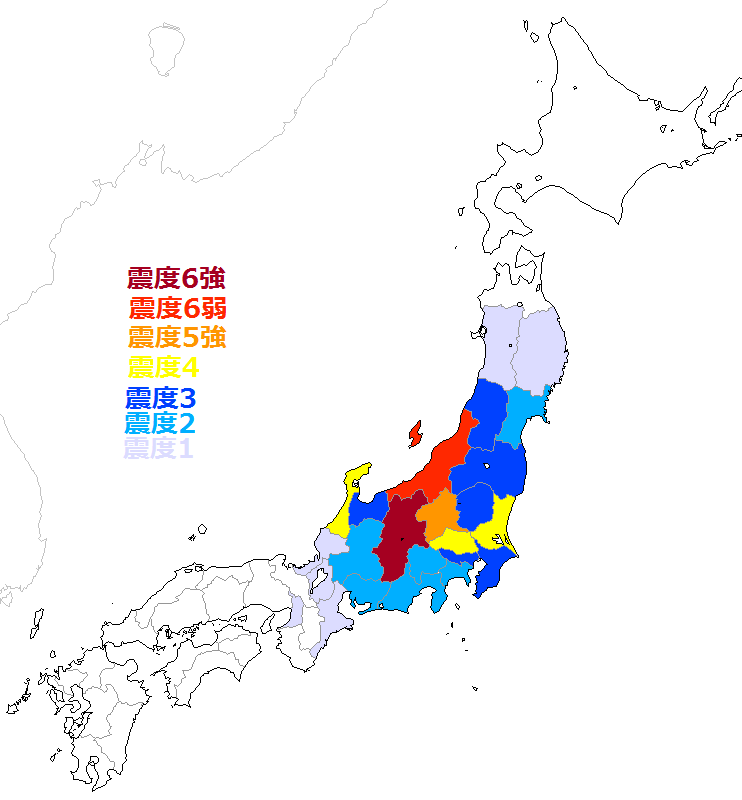
나가노현 북부 지진으로 인한 도도부현별 최대 진도표

일본 기상청 진도 계급 기준 진도4 이상의 진동을 느낀 곳은 다음과 같다.
| 진도 | 도도부현   | 시구정촌                                                                |
| ---- | ---------- | ----------------------------------------------------------------------- |
| 6강  | 나가노현   | 사카에촌                                                                |
| 6약  | 니가타현   | 쓰난정 도카마치시                                                       |
| 5강  | 군마현     | 나카노조정                                                              |
| 5강  | 니가타현   | 조에쓰시                                                                |
| 5약  | 니가타현   | 나가오카시 가시와자키시 이즈모자키정 유자와정 가리와촌 미나미우오누마시 |
| 5약  | 나가노현   | 노자와온센촌                                                            |
| 4    | 이바라키현 | 호코타시 지쿠세이시 쓰치우라시                                          |
| 4    | 군마현     | 미나카미정 가타시나촌 구사쓰정 나가노하라정 누마타시                    |
| 4    | 사이타마현 | 가조시                                                                  |
| 4    | 니가타현   | 아가노시 쓰바메시 우오누마시 미쓰케시 가모시 오지야시 산조시 묘코시     |
| 4    | 이시카와현 | 스즈시                                                                  |
| 4    | 나가노현   | 이즈나정 시나노정 기지마다이라촌 야마노우치정 나카노시 나가노시         |

북쪽으로는 아키타현 센보쿠시까지, 서쪽으로는 효고현 니시노미야시까지 진도1의 진동을 느끼는 등 도호쿠 지방에서 긴키 지방에 이르는 넓은 영역에서 지진의 흔들림을 관측했다. 또한 일본기상청이 발표한 지진 진도 추정분포도에선 니가타현-나가노현 경계 넓은 지역에서 진도7에 해당하는 진동이 있었던 것으로 추정하고 있다.

## 여진
나가노현 북부 외에도 니가타현 주에쓰 지방 남부에도 여진이 수 차례 일어났다. 주요 여진은 다음과 같다.
| 발생 날짜                  | 진앙                 | 진원 깊이 | 지진 규모 | 최대 진도                      |
| -------------------------- | -------------------- | --------- | --------- | ------------------------------ |
| 2011년 3월 12일 4시 31분경 | 나가노현 북부        | 1km       | M5.9      | 6약 (사카에촌)                 |
| 3월 12일 5시 42분경        | 나가노현 북부        | 4km       | M5.3      | 6약 (사카에촌)                 |
| 3월 12일 23시 34분경       | 나가노현 북부        | 5km       | M3.7      | 5약 (사카에촌)                 |
| 4월 12일 7시 26분경        | 나가노현 북부        | 0km       | M5.6      | 5약 (사카에촌, 기지마다이라촌) |
| 4월 17일 0시 56분경        | 니가타현 주에쓰 지방 | 8km       | M4.9      | 5약 (쓰난정)                   |
| 6월 2일 11시 33분경        | 니가타현 주에쓰 지방 | 6km       | M4.7      | 5강 (도카마치시, 나카자초)     |

## 지각 변동
니가타현 마쓰노 산(松之山) 관측점이 동북쪽으로 39cm 이동하였다. 지진동에 따른 사면 붕괴나 산사태는 일어나지 않았으나 이는 2-3m 정도 쌓여있던 눈 때문에 거의 일어나지 않았던 것으로 보고 있다.

## 피해
나가노현 사카에촌에서 지진 후 피난 과정에서 총 3명이 사망했는데, 3명 모두 재해관련사망자로 인정받았다. 니가타현에서 31명, 나가노현에서 15명이 부상을 입었다. 나가노현 사카에촌의 피해 금액은 55억엔이다. 니가타현의 피해 금액은 37억엔이다.
또한 지진 진동으로 눈사태가 일어나 집 33채가 완파되고 152채가 반파되었다.

## 타 지진과의 연관성
2011년 나가노현 북부 지진은 도호쿠 지방 태평양 해역 지진이 일어난 지 13시간 밖에 되지 않은 시점에서 일어난 지진으로, 일본 기상청은 동일본대지진의 여진은 아니나 '해구형 거대지진이 유발시킨 활당층에 의한 내륙 직하형 지진'으로 전형적인 유발지진이라고 발표했다. 또한 본진 3일 후인 3월 15일 일어난 시즈오카현 동부 지진도 역시 같은 원리로 일어난 유발지진으로 추정된다.
2011년 6월 30일엔 나가노현 중부에서 규모 M5.0, 최대진도 5강의 지진이 일어났으나 나가노현 북부 지진의 여진은 아니며 역시 동일본대지진의 유발지진으로 추정하고 있다.

## 같이 보기
- 나가노현 중부 지진
- 지진공백역
- 2014년 나가노현 가미시로 단층 지진
- 시가노가와 단층대
- 니가타-고베 왜곡집중대